# Mikołaj Uhrowiecki
Mikołaj Uhrowiecki herbu Suchekomnaty (zm. w 1612 roku) – starosta chełmski w latach 1591-1608.
W 1606 roku był członkiem zjazdu pod Lublinem, który przygotował rokosz Zebrzydowskiego.